# ヘルゴラント級軽巡洋艦
| ヘルゴラント級軽巡洋艦 | ヘルゴラント級軽巡洋艦 |
| ---------------------- | --- |
| 軽巡洋艦ヘルゴラント   | |
| 艦級概観               | |
| 艦種                   | 軽巡洋艦 |
| 艦名                   | 地名 |
| 前級                   | アドミラル・シュパウン |
| 次級                   | なし |
| 性能諸元               | |
| 排水量                 | 常備：3,500トン 満載：4,010トン |
| 全長                   | 130.6m 130.6m(水線長) |
| 全幅                   | 12.8m |
| 吃水                   | 5.3m |
| 機関                   | ヤーロー式石炭専焼水管缶16基 +AEG式直結タービン2基2軸推進 （サイダのみMelms-Pfenniger式直結タービン2基2軸推進）                                                                                 |
| 最大出力               | 25,100hp |
| 最大速力               | 27.0ノット |
| 航続距離               | -ノット/-海里 |
| 乗員                   | 340名 |
| 兵装                   | Skoda K11 10cm（47口径）単装砲9基 Skoda 4.7cm（44口径）単装砲1基 6.6cm単装高角砲1基（第一次世界大戦時に追加） 45cm魚雷発射管連装3基（新造時） 53.3cm魚雷発射管連装2基（第一次世界大戦時に換装） |
| 装甲                   | 舷側：60mm（水線部） 甲板：20mm（水平面）、65mm（傾斜部） 主砲防盾：40mm（前盾） 司令塔：50mm                                                                                                   |

ヘルゴラント級軽巡洋艦 (Rapidkreuzer der Helgoland Klasse) は、オーストリア＝ハンガリー帝国海軍の軽巡洋艦。同帝国では第一次世界大戦前に最後に竣工した軽巡洋艦である。

## 概要
本級は、オーストリア＝ハンガリー帝国海軍がイタリア海軍に対抗し、アドリア海等における制海権維持のために建造した巡洋艦である。同帝国海軍においては偵察巡洋艦に類別された。
前級のアドミラル・シュパウンとともに第一次世界大戦期のオーストリア＝ハンガリー帝国海軍では最良の軽巡洋艦であり、大戦全期間を通じてアドリア海域各地の機動作戦に使用された。第一次世界大戦を生き残った本級各艦のうち、ヘルゴラントとサイダはイタリアに賠償艦として引き渡され、ヘルゴラントは「ブリンティジ」、サイダは「ヴェネツィア」とそれぞれ改名された。ノヴァラのみはフランスに賠償艦として引き渡され、「ティオンヴィル」と改名された。

## 艦形

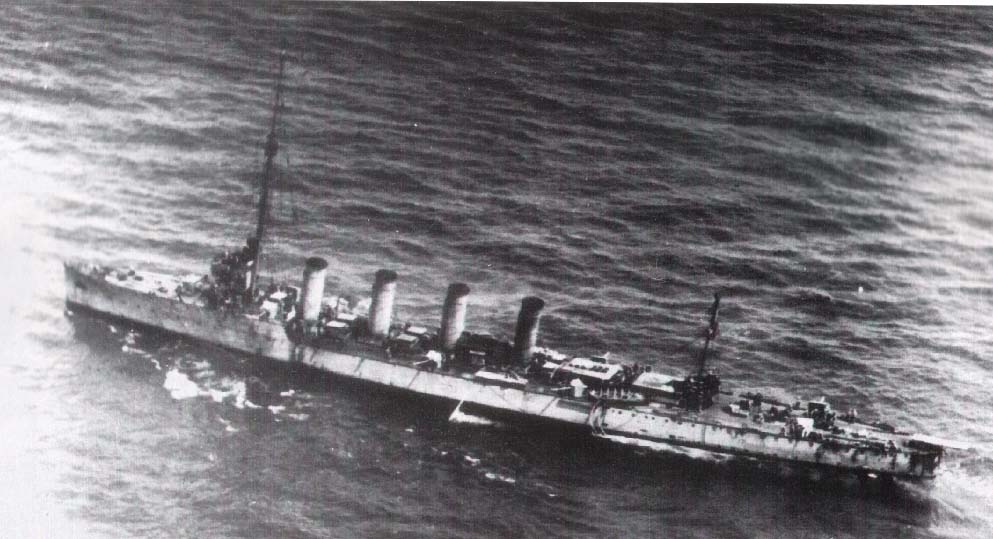
軽巡洋艦ノヴァラ

本級は船体形状を船首楼型船体とした。軽構造で全体的に低いシルエットとなっている。艦橋構造物は二層構造で、棒檣構造の前檣とともに船首楼の後端寄りに設けられた。艦橋前と艦橋後方両舷の船首楼甲板上には10cm単装主砲各1基を配置した。
船首楼後方の主船体内は缶室区画で、甲板上には等間隔に4本の煙突があり、付近の両舷は端艇揚収位置となっている。船体中部から後部にかけての甲板上左右両舷に、10cm単装主砲を片舷各3基ずつ配置した。
後檣も棒檣構造で、機械室区画後方の甲板上に設けられた。45cm連装魚雷発射管3基は、4番煙突の両脇に1基ずつの計2基と後甲板の最後部に1基を配置した。

## 兵装

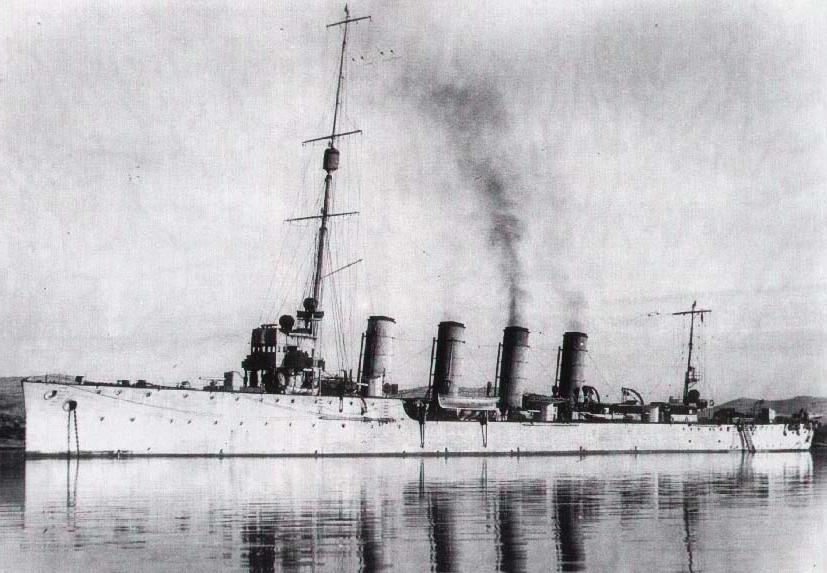
軽巡洋艦サイダ

本級の主砲には「アドミラル・シュパウン」に引き続きシュコダ社でオーストリア＝ハンガリー帝国海軍向けに製造したK11型 10cm（47口径）砲9基を搭載した。この砲は後に自国の駆逐艦「タトラ級」の主砲にも採用された。
その性能は、26.2kgの砲弾を用いた場合仰角14度での射程11,000mであった。これを防盾の付いた単装砲架で搭載した。旋回と俯仰は主に人力で行われ、砲身の仰角18度・俯角4度で砲架は左右に180度旋回できたが実際は上部構造物により射界に制限があった。発射速度は毎分8～10発だった。
他に対水雷艇迎撃用にシュコダ製4.7cm（44口径）砲を1基搭載した。また、第一次世界大戦時に6.6cm単装高角砲1基が追加された。
水雷兵装として当初45cm連装魚雷発射管3基を装備したが、第一次世界大戦時に53.3cm連装魚雷発射管2基に換装された。

## 機関
本級はヤーロー式石炭専焼水管缶16基とAEG・カーチス式直結タービンを採用した。タービン機関2基による2軸推進で最大出力25,100shpを発揮し、最大速力27.0ノットを得た。「サイダ」のみMelms-Pfenniger式直結タービン2基2軸推進で異なっていた。
機関配置は、艦中央部前寄りに缶室、その後方に機械室をそれぞれまとめて配置する形態を採っていた。

## 同型艦
- ヘルゴラント（Helgoland）

ダヌビウス社フィウメ造船所で1911年10月28日起工、1912年11月23日進水、1914年8月29日竣工。イタリアへ賠償艦に指定され1920年9月19日よりイタリア海軍にて「ブリンディシ（Brindisi）」として就役、1929年11月に除籍後解体処分。
- サイダ（Saida）

CNT（カンティエレ・ネイブル・トリエスティノ）社モンファルコーネ造船所で1911年9月9日起工、1912年10月26日進水、1914年8月1日竣工。イタリアへ賠償艦に指定され1920年9月19日よりイタリア海軍にて「ヴェネツィア（Venezia）」として就役、1930年3月に除籍後解体処分。
- ノヴァラ（Novara）

ダヌビウス社フィウメ造船所で1912年12月9日起工、1913年2月15日進水、1915年1月10日竣工。フランスへ賠償艦に指定され1920年9月20日よりフランス海軍にて「ティオンヴィル（Thionville）」として就役、1932年に除籍後解体処分。